# Élections à la Chambre des conseillers du Japon de 2013
Les 23e élections à la Chambre des conseillers du Japon, la chambre haute de la Diète (Parlement national), se sont déroulées le 21 juillet 2013,,.
Elles sont remportées par le Parti libéral-démocrate du Premier ministre Shinzō Abe,,.
A l'échelle nationale, un regain de popularité du parti communiste japonais est à observer, qui pourrait être corrélé à la catastrophe de Fukushima, le parti communiste japonais étant clair sur ses positions anti-nucléaires. Par exemple, Yoshiko Kira est élue députée communiste dans le district de Tokyo, une première depuis douze ans. 